# Helicoconis (Fontenellea) transsylvanica
Helicoconis (Fontenellea) transsylvanica is een insect uit de familie van de dwerggaasvliegen (Coniopterygidae), die tot de orde netvleugeligen (Neuroptera) behoort. 
Helicoconis (Fontenellea) transsylvanica is voor het eerst wetenschappelijk beschreven door Kis in 1965.